# Гент, Лилиан
Лилиан Гент (англ. Lillian Genth, полное имя Lillian Mathilde Genth; 1876—1953) — американская художница-импрессионист.
Наиболее известна своим изображением обнаженных женщин в пейзажной обстановке. В середине своей карьеры отказалась от рисования обнаженных женщин и начала писать более консервативные картины, вдохновленные её многими путешествиями.

## Биография
Родилась в 1876 году в Филадельфии в семье Сэмюэля Адама и его жены — Матильды Кэролайн Ребшер.
Свою художественную карьеру начала с посещения на стипендию Филадельфийской школы дизайна для женщин в Пенсильвании. В годы обучения работала дизайнером одежды, чтобы заработать на жизнь. В Филадельфийской школе дизайна основным учителем Лилиан Гент была Эллиот Дейнджерфилд, которая сильно повлияла на её стиль, что можно увидеть в сходных тональных и колористических качествах её пейзажных сцен. Окончив школу в 1900 году, Гент получила премию Уильяма Элкинса за достижения в искусстве от Филадельфийской школы дизайна, которая спонсировала её нахождение в Европе в течение года.
Во время своего пребывания в Европе Гент поселилась в октябре 1900 года в Париже и записалась в художественные классы Академии Кармен, которой в то время руководил Джеймс Макнейл Уистлер. Художник оказал большое влияние на творчество Лилиан, и она была известна как его любимая ученица — он был настолько впечатлен работой молодой художницы, что подарил ей палитру для красок; которую она использовала и дорожила до конца своей карьеры. Это был невероятный комплимент от Уистлера, который редко принимал женщин-художников.
После закрытия Академии Кармен в 1901 году Лилиан Гент осталась в Европе ещё на три года: работала над пейзажами, жанровыми сценами и набережными. В 1904 году она вернулась в Соединенные Штаты и жил в Нью-Йорке — именно в этот момент начался расцвет её карьеры. В 1904 году она была представлена на трех выставках: в Национальной академии дизайна, Художественном клубе Филадельфии и Вустерском музее. В октябре этого же года она появилась на своей первой персональной выставке в Пенсильванской академии изящных искусств, где была удостоена премии Мэри Шоу (Mary Shaw Prize) за пейзаж за свою работу «Peasant Houses, Normandy».
В течение следующих нескольких лет художница продолжала выставляться в самых важных художественных галереях, музеях и художественных клубах страны. В 1906 году она заинтересовалась обнаженной натурой, перестала писать пейзажи и сосредоточилась на женских формах. Она быстро развила навыки рисования обнаженных женских форм и установила свой собственный стиль, изображающий обнаженных женщин на фоне пейзажа. Консервативное викторианское общество не было готово принять обнаженные фигуры художницы, и поначалу её картины часто отвергались выставками, а художественные критики советовали отказаться от этой темы. Однако Лилиан Гент, известная своим жёстким характером, выдержала этот период своего творчества. В 1908 году она была принята в члены Национальной академии дизайна, став тем самым самой молодой женщиной, когда-либо избранной в академию. С 1910 по 1929 год Гент участвовала как минимум в более, чем в ста пятидесяти выставках, получив большой успех, популярность и богатство. Она делила свое время между двумя резиденциями: одна квартира в Нью-Йорке а другая в Беркширских горах Коннектикута, которую назвала Hermitcliff.
Преодолев все препятствия и добившись успеха в изображении обнажённых форм, Гент начала изучать другие жанры живописи. В 1928 году она объявила, что больше не будет рисовать обнаженных женщин, выпустив специальный пресс-релиз. Причина, по которой Лилиан Гент перестала рисовать обнаженную натуру, до сих пор остаются загадкой. В последующие десятилетия своего творчества художница неоднократно ездила в Испанию, написав об этой стране статью. Также она посетила Северную Африку, также рассказав в собственной статье об этом путешествии. Побывала на Востоке: в Японии, Гонконге, Китае, Таиланде и Папуа. Затем посетила Фиджи, Бали, Паго-Паго и вернулась в Нью-Йорк, где прожила остаток своей жизни.
Умерла 28 марта 1953 года в своём доме в Нью-Йорке. Замужем она не была.
Работы Лилиан Гент находятся в постоянных коллекциях многих учреждений: Художественный музей Хикори, Художественный музей Фрая, Музей американского искусства Новой Британии, Художественный музей Мичиганского университета, Смитсоновский музей американского искусства, а также в поместье Чиквуд, в Доме Солсбери и в частных коллекциях.

Некоторые работы
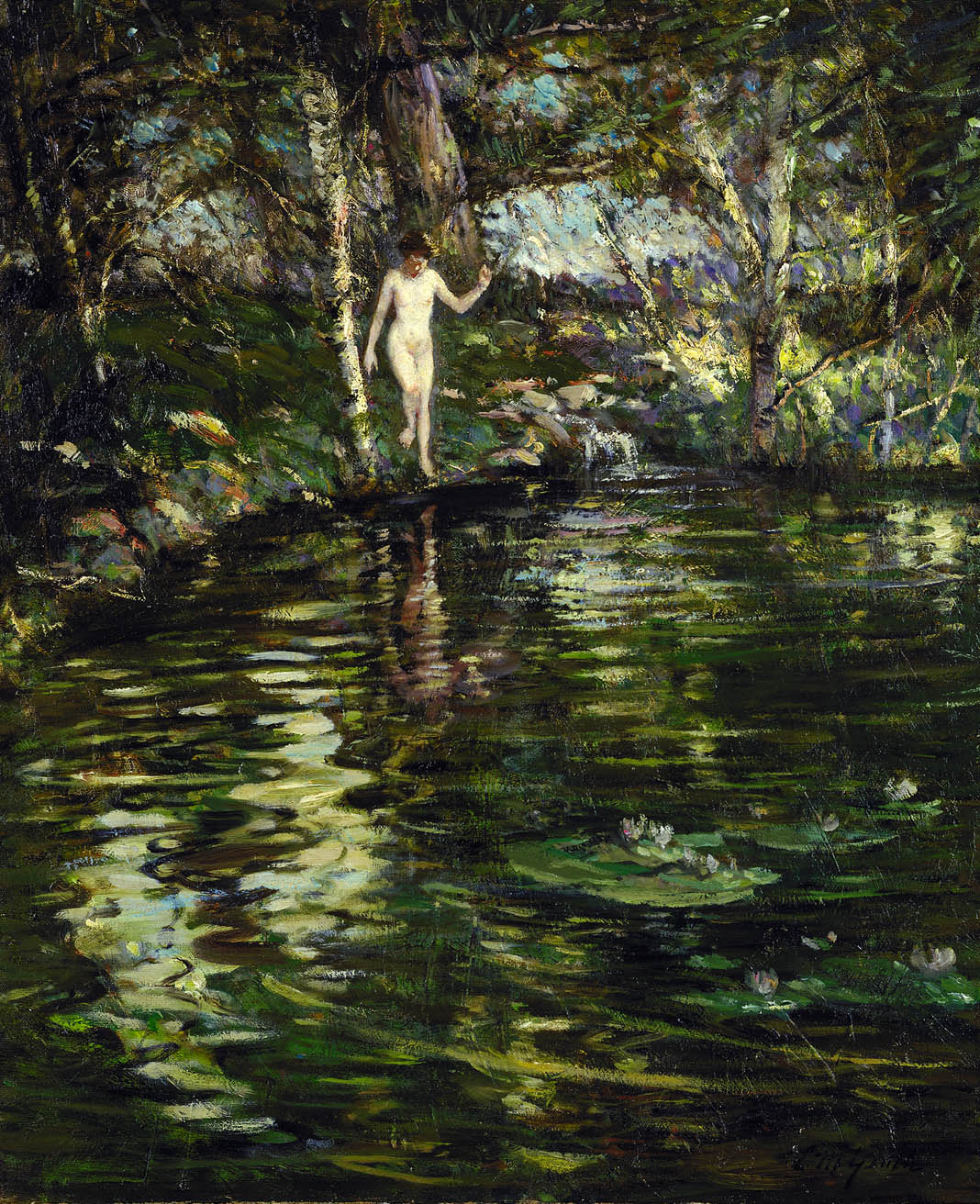
Depths of the Woods
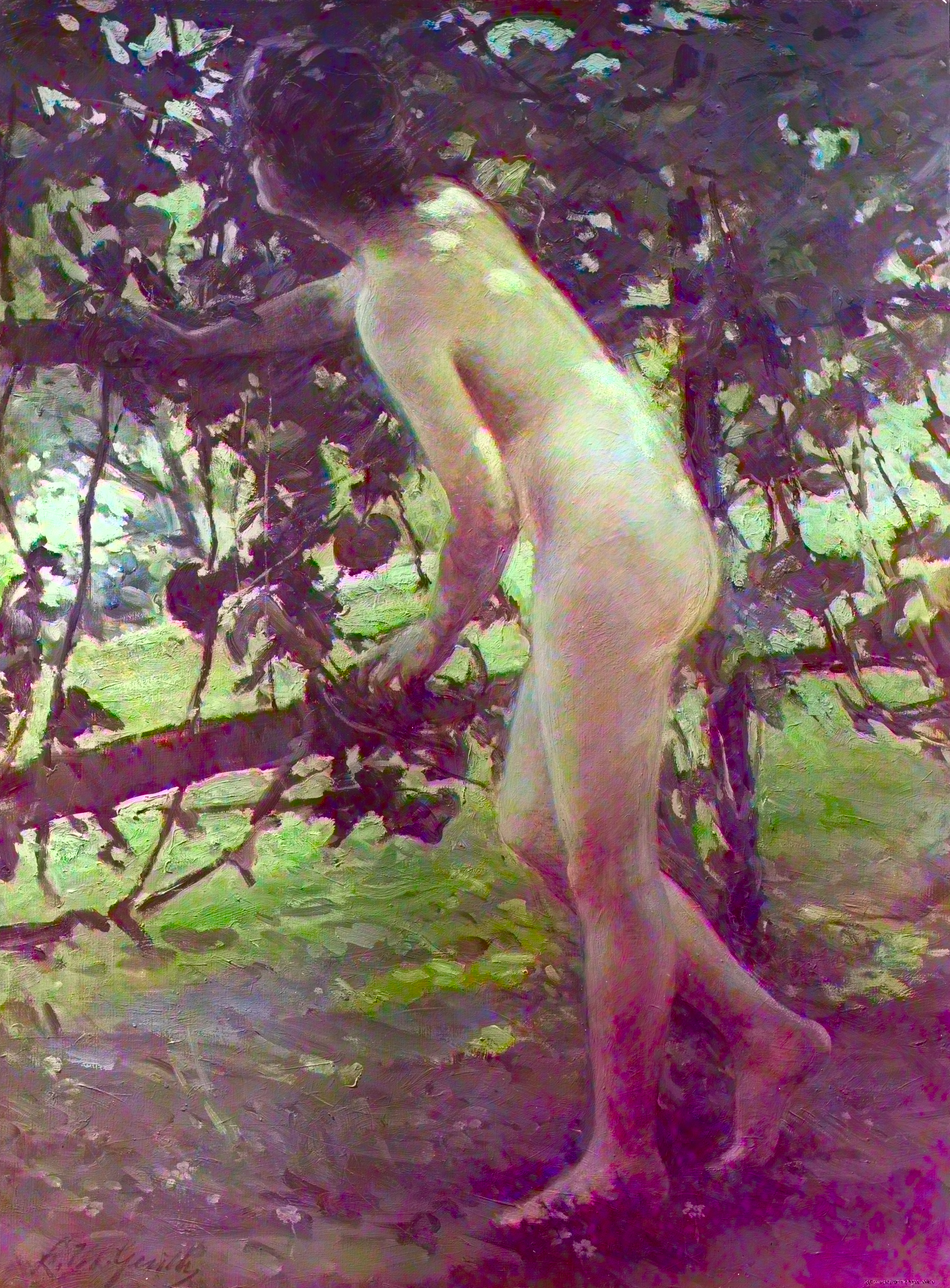
The Bird Song